# Ziba bantamensis
Ziba bantamensis is een slakkensoort uit de familie van de Mitridae. De wetenschappelijke naam van de soort is voor het eerst geldig gepubliceerd in 1939 door Oostingh.